# ...Only a Suggestion
...Only a Suggestion è l'album di debutto del gruppo degli Hermano, pubblicato nel 2002 dalla Tee Pee Records. L'esordio del nuovo gruppo formato da John Garcia (ex Kyuss e Unida) si discosta in maniera netta dal suono stoner dei suoi precedenti gruppi, per avvicinarsi ad un più classico rock/metal, che in alcuni episodi (Nick's Yea, con reminiscenze di In A Gadda Da Vida degli Iron Butterfly) si avvicina anche al classico rock anni settanta. Tra i pezzi si possono citare la canzone d'apertura (The Bottle), e il trittico formato da Senor Moreno's Plan (con i riff di batteria e chitarra in evidenza), Landetta (Motherload) e 5 to 5.

## Tracce
1. The Bottle (Angstrom, Brown, Callahan, Garcia) - 4:42
2. Alone Jeffe (Angstrom, Brown, Callahan, Garcia) - 3:21
3. Manager's Special (Brown, Callahan, Garcia) - 3:14
4. Senor Moreno's Introduction (Brown) - 1:16
5. Senor Moreno's Plan (Brown, Garcia) - 4:03
6. Landetta (Motherload) (Angstrom, Callahan, Garcia) - 3:49
7. 5 to 5 (Angstrom, Callahan, Garcia) - 2:56
8. Nick's Yea (Brown, Garcia) - 4:36